# Bjarne Wahlgren
Bjarne Wahlgren (født 26. maj 1946 i København) er en dansk sociolog.
Han er magister i sociologi, mag.scient.soc., fra Københavns Universitet.
Han har været ansat på Danmarks Lærerhøjskole, det senere DPU, Danmarks Pædagogiske Universitet, som lektor og senere som professor i voksenpædagogik.
Han var forskningsdirektør for DPU frem til marts 2006, hvorefter han blev ansat som dekan for forskning og uddannelse.

## Teatersociologi
Bjarne Wahlgren var i sin studietid en af pionererne i dansk teatersociologi. Sammen med andre studerende skrev han En sociologisk undersøgelse af Sven Wernströms Spillet om skolen opført af teatergruppen Banden, duplikeret udgave, København 1972.